# 九龍巴士281A線
九龍巴士281A線是香港一條來往沙田（廣源）及九龍站的巴士路線，提供愉翠苑、沙田第一城來往旺角、油麻地、尖沙咀及九龍站的巴士服務。
九龍巴士281E線，是281A線之特別班次，只於星期一至五下午繁忙時間提供服務。由尖沙咀（海防道）開往沙田（廣源），取道連翔道和青沙公路直達沙田，不經主路線所途經之界限街與窩打老道及獅子山隧道。

## 歷史
- 1999年9月25日：為配合廣源邨及圓洲角發展，本線開辦，281P及287P線則取消服務[1]。
- 2008年6月8日：車資由$6.5加價至$6.8。
- 2009年10月18日：配合63X縮短至洪水橋及不再經尖沙咀，增設本線與63X、(2)68X、69X、265B之八達通轉乘優惠。
- 2011年5月15日：車資由$6.8加價至$7.1。
- 2011年8月12日：本線往廣源方向增停界限街白楊街站。
- 2013年3月17日：車資由$7.1加價至$7.5。
- 2014年7月6日：車資由$7.5加價至$7.8。
- 2015年6月27日：增設到站時間預報。[2]
- 2018年6月17日：本線往九龍站方向取消彌敦道「油麻地長樂街」分站，改停「油麻地西貢街」分站。[3]
- 2021年4月4日：車資由$7.8加價至$8.3。
- 2021年10月18日：往沙田方向增設柯士甸道西「環球貿易廣場」站。[4]
- 2022年2月7日：281E線開辦，逢星期一至五（公眾假期除外）由尖沙咀（海防道）開出兩班往廣源，全程收費$9.3，改經青沙公路直達沙田[5]。

## 服務時間及班次
281A
| 沙田（廣源）開   | 沙田（廣源）開 | 沙田（廣源）開 | 九龍站開         | 九龍站開            | 九龍站開            |
| 日期             | 服務時間       | 班次（分鐘）   | 日期             | 服務時間            | 班次（分鐘）        |
| ---------------- | -------------- | -------------- | ---------------- | ------------------- | ------------------- |
| 星期一至五       | 05:30-06:30    | 15             | 星期一至五       | 06:30-07:20         | 25                  |
| 星期一至五       | 06:30-10:00    | 10             | 星期一至五       | 07:40、08:05、08:30 | 07:40、08:05、08:30 |
| 星期一至五       | 10:00-16:00    | 12             | 星期一至五       | 08:55-12:15         | 20                  |
| 星期一至五       | 16:00-18:00    | 15             | 星期一至五       | 12:15-14:00         | 15                  |
| 星期一至五       | 18:00-20:00    | 20             | 星期一至五       | 14:00-16:00         | 12                  |
| 星期一至五       | 20:00-23:20    | 25             | 星期一至五       | 16:00-16:50         | 10                  |
|                  |                |                | 星期一至五       | 16:50-17:50         | 12                  |
| 17:50-19:08      | 13             |                | 星期一至五       |                     |                     |
| 19:08-22:28      | 10             |                | 星期一至五       |                     |                     |
| 22:28-23:30      | 15/16          |                | 星期一至五       |                     |                     |
| 23:30-00:30      | 20             |                | 星期一至五       |                     |                     |
| 星期六           | 05:30-07:30    | 20             | 星期六           | 06:30-12:30         | 20                  |
| 星期六           | 07:30-08:30    | 15             | 星期六           | 12:30-14:00         | 15                  |
| 星期六           | 08:30-14:00    | 10             | 星期六           | 14:00-16:00         | 12                  |
| 星期六           | 14:00-18:00    | 12             | 星期六           | 16:00-22:10         | 10                  |
| 星期六           | 18:00-19:00    | 15             | 星期六           | 22:10-23:10         | 12                  |
| 星期六           | 19:00-21:40    | 20             | 星期六           | 23:10-00:30         | 20                  |
| 星期六           | 21:40-23:20    | 25             |                  |                     |                     |
| 星期日及公眾假期 | 05:30-07:30    | 20             | 星期日及公眾假期 | 06:30-12:30         | 20                  |
| 星期日及公眾假期 | 07:30-09:30    | 15             | 星期日及公眾假期 | 12:30-14:00         | 15                  |
| 星期日及公眾假期 | 09:30-14:00    | 10             | 星期日及公眾假期 | 14:00-16:00         | 12                  |
| 星期日及公眾假期 | 14:00-17:00    | 12             | 星期日及公眾假期 | 16:00-21:40         | 10                  |
| 星期日及公眾假期 | 17:00-19:00    | 15             | 星期日及公眾假期 | 21:40-23:10         | 15                  |
| 星期日及公眾假期 | 19:00-20:00    | 20             | 星期日及公眾假期 | 23:10-00:30         | 20                  |
| 星期日及公眾假期 | 20:00-23:20    | 25             |                  |                     |                     |

281E
- 星期一至五：
  - 尖沙咀（海防道）開：18:00、18:20

星期六、日及公共假期不設服務

## 收費
| 路線 | 全程收費 | 分段收費                                                            |
| ---- | -------- | ------------------------------------------------------------------- |
| 281A | $8.6     | - 過獅子山隧道後往九龍站：$7.1 - 過獅子山隧道後往沙田（廣源）：$6.0 |
| 281E | $9.7     | - 過青沙公路後往沙田（廣源）：$6.0                                  |

| - 本線設有12歲以下小童及65歲或以上長者半價優惠。 - 65歲或以上香港居民使用「樂悠咭」，以及12歲以下合資格殘疾兒童使用「殘疾人士身份」個人八達通繳付車資，均可享有每程$2.0或半價（以較低者為準）的票價優惠；12至64歲合資格殘疾人士使用「殘疾人士身份」個人八達通（包括「樂悠咭」），以及60至64歲香港居民使用「樂悠咭」繳付車資，均可享有每程$2.0或全費（以較低者為準）的票價優惠。 - 65歲或以上長者如使用長者或一般個人八達通繳付車資，則只可享有半價優惠；12至64歲合資格殘疾人士如不使用「殘疾人士身份」個人八達通，以及60至64歲人士如不使用「樂悠咭」繳付車資，必須繳付全費。 - 乘客可以現金或八達通於上車時付款，不設找續。 - 每位成人乘客可免費攜帶最多兩名4歲以下而不佔座位的兒童乘客乘車，超額之4歲以下小童必須繳付小童車費乘車。 - 持有「九巴月票」之乘客在車票有效期內，每日可享最多10程任何九龍巴士及龍運巴士路線（包括本路線，以及聯營路線的九龍巴士／龍運巴士提供的班次；惟乘搭機場「A」及「NA」線則可享原價二七折優惠（不會計算每天10次合資格車程））；而B1線則每日可享最多各2程（不會計算每天10次合資格車程）。 - 九龍巴士、城巴、龍運巴士及陽光巴士全職員工及家屬（不包括外判職員）可免費乘搭本路線，惟必須拍職員或職員家屬八達通。 - 乘客亦可透過多元化電子支付系統（e度嘟）繳付車資，包括使用非接觸式VISA卡、JCB卡、萬事達卡、銀聯卡、美國運通、大來國際、Discover Card、Apple Pay、Google Pay、Samsung Pay、AlipayHK「易乘碼」、支付寶、WeChatHK／微信支付「搭車碼」、銀聯雲閃付「乘車碼」及BOC Pay「乘車碼」。乘客使用此付款方式，使用此支付方式的乘客可享有中途下車之分段收費，以及與其他九巴／龍運獨營路線或聯營線九巴／龍運班次之轉乘優惠，惟不適用於與非九巴／龍運路線之轉乘優惠，亦不能享有「公共交通費用補貼計劃」及「長者及合資格殘疾人士公共交通票價優惠計劃」。 |

### 八達通轉乘優惠
乘客登上本線後150分鐘內以同一張八達通卡轉乘以下路線，或從以下路線登車後150分鐘內以同一張八達通卡轉乘本線，次程可獲車資折扣優惠：
281A↔元朗／天水圍路線
- 281A往廣源 → 63X、(2)68X、69X或265B往元朗／天水圍，次程可獲$7.8折扣優惠
- 63X、(2)68X、69X或265B往九龍 → 281A往九龍站，次程可獲$6.4折扣優惠

本線↔63X可同時享用屯門公路轉車站轉乘優惠
本線↔(2)68X/69X/265B可同時享用大欖隧道轉乘優惠
270P往九龍站 → 281A往九龍站（經尖沙咀），次程可獲$4.2折扣優惠
| 第一程／第二程路線 | 第二程優惠車資              | 時限    |
| --- | --------------------------- | ------- |
| 72X、74A、80／80A／80P、80M、81C／281B／281X、 85、85A、85B、86、86A、86C、87B、87D／87E、 89、89B、270A／270C、271／271B／271P、281A | 成人：$4.2 小童／長者：$2.1 | 150分鐘 |

注意事項：

- 乘客可於各個可接駁第二程路線的巴士站轉車。
- 轉乘優惠不適用於轉乘同一路線或用"/"劃分的組別之路線。

官方網頁：請按此

## 使用車輛
2012年1月5日至2012年2月13日期間，曾引入3輛配置歐盟5型環保引擎的Enviro 500（ATEE）12米雙層空調巴士（2012年2月14日起，1輛調往81C及2部調往680）。
2012年2月14日起，將2輛亞歷山大丹尼士Enviro 500（ATE）12米雙層空調巴士，2輛歐盟四型配置歐盟四型環保引擎的Enviro 500（ATEU）12米雙層空調巴士及 3 輛配置歐盟五型環保引擎的Enviro 500（ATEE）12米雙層空調巴士調離本線，換入7輛B9TL 12米（AVBWU）雙層空調巴士，本線全車隊配置歐盟5型引擎的富豪B9TL 12米（AVBWU）雙層空調巴士。
2012年5月開始於部份B9TL試驗安裝TelarGo報站系統，本線與87D線成首批及試驗TelarGo報站系統之路線之一，至2015年1月起陸續拆除改用舊款CF卡式報站器。
現時本線使用16輛富豪B9TL 12米（AVBWU），均屬沙田車廠。
| 車隊編號 | 車牌   |
| -------- | ------ |
| AVBWU379 | TC7191 |
| AVBWU449 | UL2686 |
| AVBWU470 | UN3525 |
| AVBWU473 | UN7043 |
| AVBWU477 | UP7402 |
| AVBWU478 | UR 662 |
| AVBWU480 | UR 859 |
| AVBWU482 | UR2713 |
| AVBWU533 | UV4073 |
| AVBWU537 | UV5663 |
| AVBWU541 | UV6554 |
| AVBWU542 | UV7461 |
| AVBWU621 | UY6976 |
| AVBWU720 | VD9439 |
| AVBWU762 | VG6967 |
| AVBWU773 | VH3902 |

## 行車路線
281A
沙田（廣源）開經：小瀝源路、沙田圍路、牛皮沙街、插桅杆街、銀城街、小瀝源路、大涌橋路、沙田路、獅子山隧道公路、獅子山隧道、獅子山隧道公路、窩打老道、太子道西、彌敦道、梳士巴利道、九龍公園徑、廣東道、柯士甸道西、迴旋處、雅翔道及九龍站通道。
九龍站開經：九龍站通道、雅翔道、柯士甸道西、廣東道、梳士巴利道、彌敦道、荔枝角道、太子道西、大南街、柏樹街、汝州街、界限街、窩打老道、獅子山隧道公路、獅子山隧道、獅子山隧道公路、沙田路、大涌橋路、小瀝源路、銀城街、插桅杆街、牛皮沙街、沙田圍路及小瀝源路。
281E
經：彌敦道、亞皆老街、櫻桃街、深旺道、海輝道、迴旋處、連翔道、荔寶路、青沙公路、車公廟路、紅梅谷路、獅子山隧道公路、沙田路、大涌橋路、小瀝源路、銀城街、插桅杆街、牛皮沙街、沙田圍路及小瀝源路。

### 沿線車站

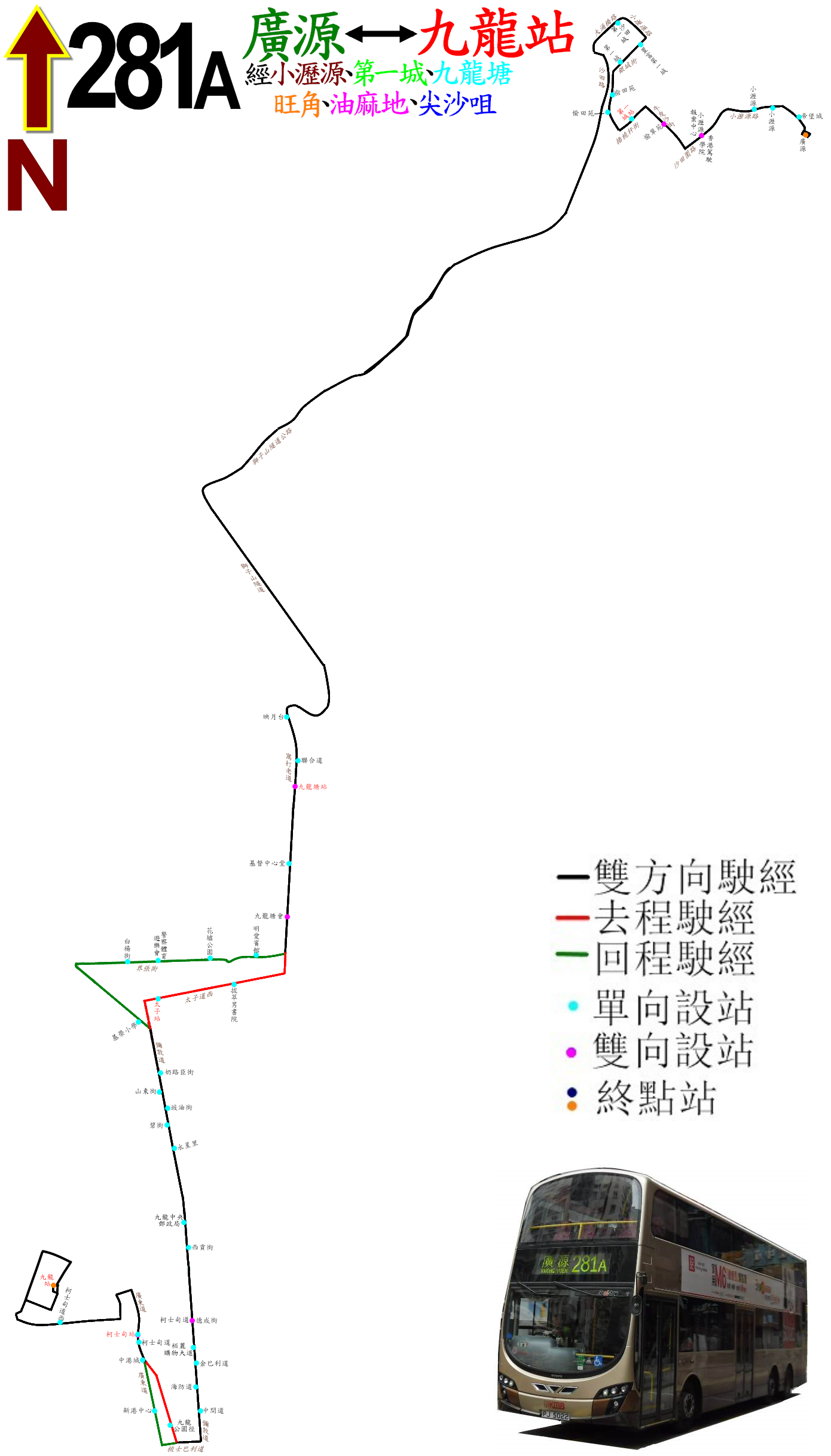
281A線的走線圖

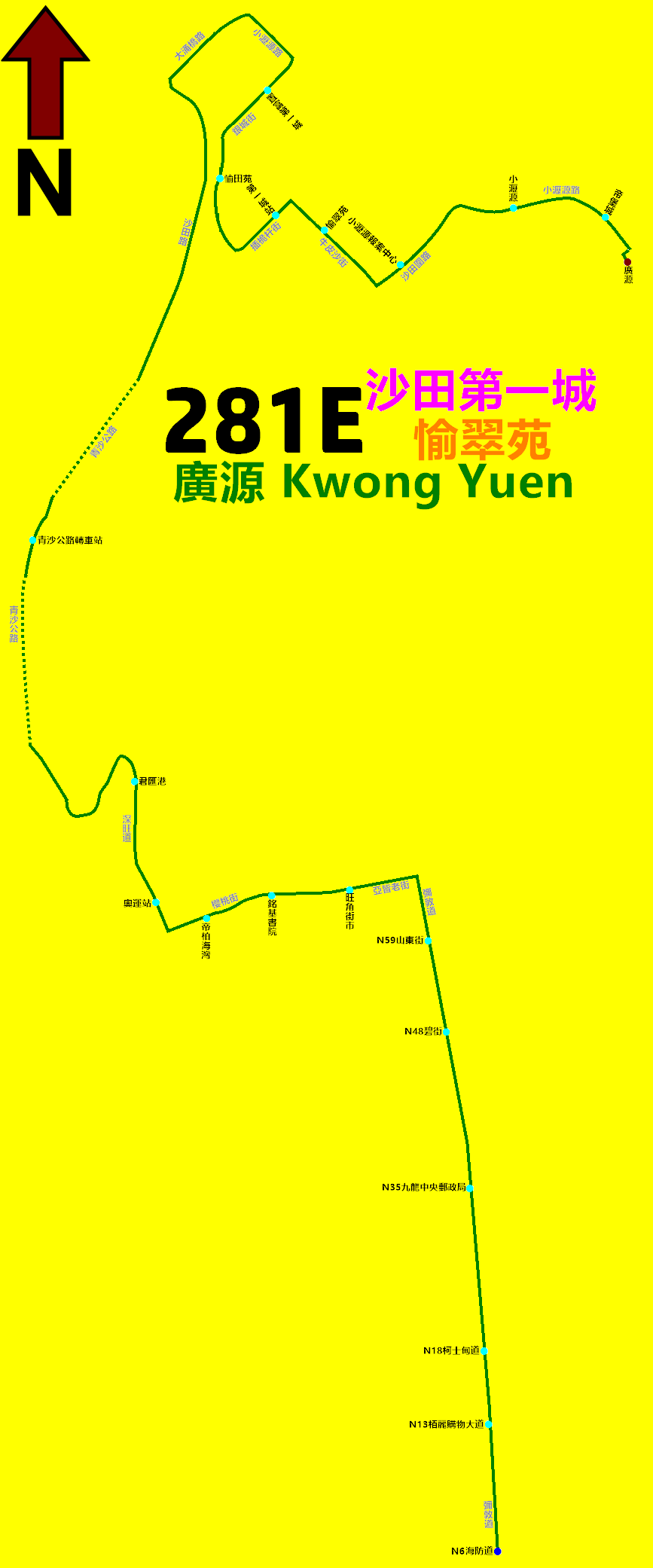
281E線的走線圖

281A
| 沙田（廣源）開 | 沙田（廣源）開  | 沙田（廣源）開       | 九龍站開 | 九龍站開                     | 九龍站開             |
| 序號           | 車站名稱        | 位置                 | 序號     | 車站名稱                     | 位置                 |
| -------------- | --------------- | -------------------- | -------- | ---------------------------- | -------------------- |
| 1              | 廣源巴士總站    | 廣源巴士總站         | 1        | 九龍站巴士總站               | 九龍站公共運輸交匯處 |
| 2              | 小瀝源          | 小瀝源路             | 2        | 雅翔道（環球貿易廣場）（C1） | 雅翔道               |
| 3              | 香港駕駛學院    | 沙田圍路             | 3        | 柯士甸道                     | 廣東道               |
| 4              | 愉翠苑          | 牛皮沙街             | 4        | 新港中心                     | 廣東道               |
| 5              | 愉田苑          | 銀城街               | 5        | 海防道（N6）                 | 彌敦道               |
| 6              | 置富第一城      | 銀城街               | 6        | 柏麗購物大道（N13）          | 彌敦道               |
| 7              | 沙田第一城      | 大涌橋路             | 7        | 柯士甸道（N18）              | 彌敦道               |
| 8              | 聯合道          | 窩打老道             | 8        | 九龍中央郵政局（N35）        | 彌敦道               |
| 9              | 九龍塘站        | 窩打老道             | 9        | 碧街（N48）                  | 彌敦道               |
| 10             | 九龍塘會        | 窩打老道             | 10       | 山東街（N59）                | 彌敦道               |
| 11             | 拔萃男書院      | 太子道西             | 11       | 基榮小學                     | 荔枝角道             |
| 12             | 太子站          | 太子道西             | 12       | 白楊街                       | 界限街               |
| 13             | 奶路臣街（S15） | 彌敦道               | 13       | 警察體育遊樂會               | 界限街               |
| 14             | 豉油街（S23）   | 彌敦道               | 14       | 花墟公園                     | 界限街               |
| 15             | 永星里（S35）   | 彌敦道               | 15       | 明愛太子宿舍                 | 界限街               |
| 16             | 西貢街（S41）   | 彌敦道               | 16       | 九龍塘會                     | 窩打老道             |
| 17             | 德成街（S46）   | 彌敦道               | 17       | 基督中心堂                   | 窩打老道             |
| 18             | 金巴利道（S50） | 彌敦道               | 18       | 九龍塘站                     | 窩打老道             |
| 19             | 中間道（S52）   | 彌敦道               | 19       | 映月台                       | 窩打老道             |
| 20             | 九龍公園徑      | 九龍公園徑           | 20       | 置富第一城                   | 銀城街               |
| 21             | 中港城          | 廣東道               | 21       | 愉田苑                       | 銀城街               |
| 22             | 柯士甸道西      | 柯士甸道西           | 22       | 第一城站                     | 插桅杆街             |
| 23             | 九龍站巴士總站  | 九龍站公共運輸交匯處 | 23       | 愉翠苑                       | 牛皮沙街             |
|                |                 |                      | 24       | 小瀝源報案中心               | 沙田圍路             |
| 25             | 小瀝源          | 小瀝源路             |          |                              |                      |
| 26             | 帝堡城          | 小瀝源路             |          |                              |                      |
| 27             | 廣源巴士總站    | 廣源巴士總站         |          |                              |                      |

281E
| 尖沙咀（海防道）開                             | 尖沙咀（海防道）開    | 尖沙咀（海防道）開 |
| 序號                                           | 車站名稱              | 位置               |
| ---------------------------------------------- | --------------------- | ------------------ |
| 1                                              | 海防道（N6）          | 彌敦道             |
| 2                                              | 栢麗購物大道（N13）   | 彌敦道             |
| 3                                              | 柯士甸道（N18）       | 彌敦道             |
| 4                                              | 九龍中央郵政局（N35） | 彌敦道             |
| 5                                              | 碧街（N48）           | 彌敦道             |
| 6                                              | 山東街（N59）         | 彌敦道             |
| 7                                              | 旺角街市              | 亞皆老街           |
| 8                                              | 銘基書院              | 櫻桃街             |
| 9                                              | 帝柏海灣              | 櫻桃街             |
| 10                                             | 奧運站                | 深旺道             |
| 11                                             | 君匯港                | 深旺道             |
| 連翔道； 青沙公路 (尖山隧道)                   |                       |                    |
| 12                                             | 青沙公路轉車站        | 青沙公路           |
| 青沙公路 (沙田嶺隧道)； 獅子山隧道公路、沙田路 |                       |                    |
| 13                                             | 置富第一城            | 銀城街             |
| 14                                             | 愉田苑                | 銀城街             |
| 15                                             | 第一城站              | 插桅杆街           |
| 16                                             | 愉翠苑                | 牛皮沙街           |
| 17                                             | 小瀝源報案中心        | 沙田圍路           |
| 18                                             | 小瀝源                | 小瀝源路           |
| 19                                             | 帝堡城                | 小瀝源路           |
| 20                                             | 廣源巴士總站          | 廣源巴士總站       |

## 客量
本線由281P及287P線（第一代）合併並提升為全日行走路線，由於能深入沙田第一城、圓洲角等住宅，本線由開辧至今客量不俗，加上2001年愉翠苑落成入伙，使客量進一步上升，而且本線與87D線同樣取道沙田路前往南九龍等心藏地帶，走線直接，因此深受乘客歡迎，現為小瀝源、圓洲角一帶主要的對外路線。